# Přídolí (geologie)
Přídolí (dříve též přídol) je v geologii oddělení siluru. Stejnojmenná epocha, ve které přídolské oddělení vznikalo, trvala necelé 4 miliony let. Začala přibližně před 423 miliony roky a skončila asi před 419,2 miliony let. Přídolí předcházela ludlowská epocha a po něm následovala devonská perioda. Přídolí se již dále na žádné stupně nedělí.
| perioda / útvar | epocha / oddělení | počátek v Ma B2k | odchylka počátku v ±Ma | délka trvání v Ma |
| --------------- | ----------------- | ---------------- | ---------------------- | ----------------- |
| devon           |                   |                  |                        |                   |
| silur           | přídolí           | 423              | 2,3                    | 3,8               |
| silur           | ludlow            | 427,4            | 0,5                    | 4,4               |
| silur           | wenlock           | 433,4            | 0,8                    | 6                 |
| silur           | llandovery        | 443,8            | 1,5                    | 10,4              |
| ordovik         |                   |                  |                        |                   |

## Pojmenování
Oddělení pojmenovali roku 1948 Ferdinand Prantl a Alois Přibyl podle části obce Velké Chuchle. Nachází se zde oblast Homolka a Přídolí, která byla vyhlášena v roce 1982 jako přírodní rezervace.

## Rozhraní
Mezinárodní stratotyp hranice ludlow – přídolí (Pridolium) je v lomu Požár 1 v Praze-Řeporyjích. Je dána prvním výskytem graptolitů druhu Monograptus parultimus. Přídolí a tím celý silur pak končí prvním výskytem graptolitů druhu Monograptus uniformis. Jako stratotyp této hranice (mezi silurem a devonem) byl určen Mezinárodní komisí pro stratigrafii Klonk u Suchomast (jižně od Berouna). Je to národní přírodní památka spadající pod CHKO Český Kras. Jde o světově první formálně schválený bazální stratotyp (1972). Jedná se o skalnatý svah ležící při pravém břehu Suchomastského potoka. Jsou zde dvě souvrství svrchního siluru (kopaninské, požárské) a jedno souvrství spodního devonu (lochkovské). Kopaninské souvrství je tvořeno tufitickými vápnitými břidlicemi, požárské souvrství šedými deskovitými vápenci a v lochkovském souvrství jsou jemné bioklastické vápence. Stratotyp se specificky nachází ve facii radotínských vápenců, tvořených rytmickým střídáním tmavě šedých bitumenózních vápenců a černošedých vápnitých břidlic. Hraniční vrstvy jsou zcela bez narušení tektonickými procesy, nenachází se zde ani žádná faciální změna a profil tvoří jediný kontinuitní sled. V lokalitě se nachází unikátní památník, který představuje dvě geologické vrstvy spjaté mezinárodním usnesením. Byl vystavěn roku 1977, autorem je akademický sochař Jiří Novotný. Je vyroben ze zbuzanského mramoru (dvorecko-prokopské vápence), váží 6 tun a je vůbec prvním památníkem svého druhu.

## Galerie

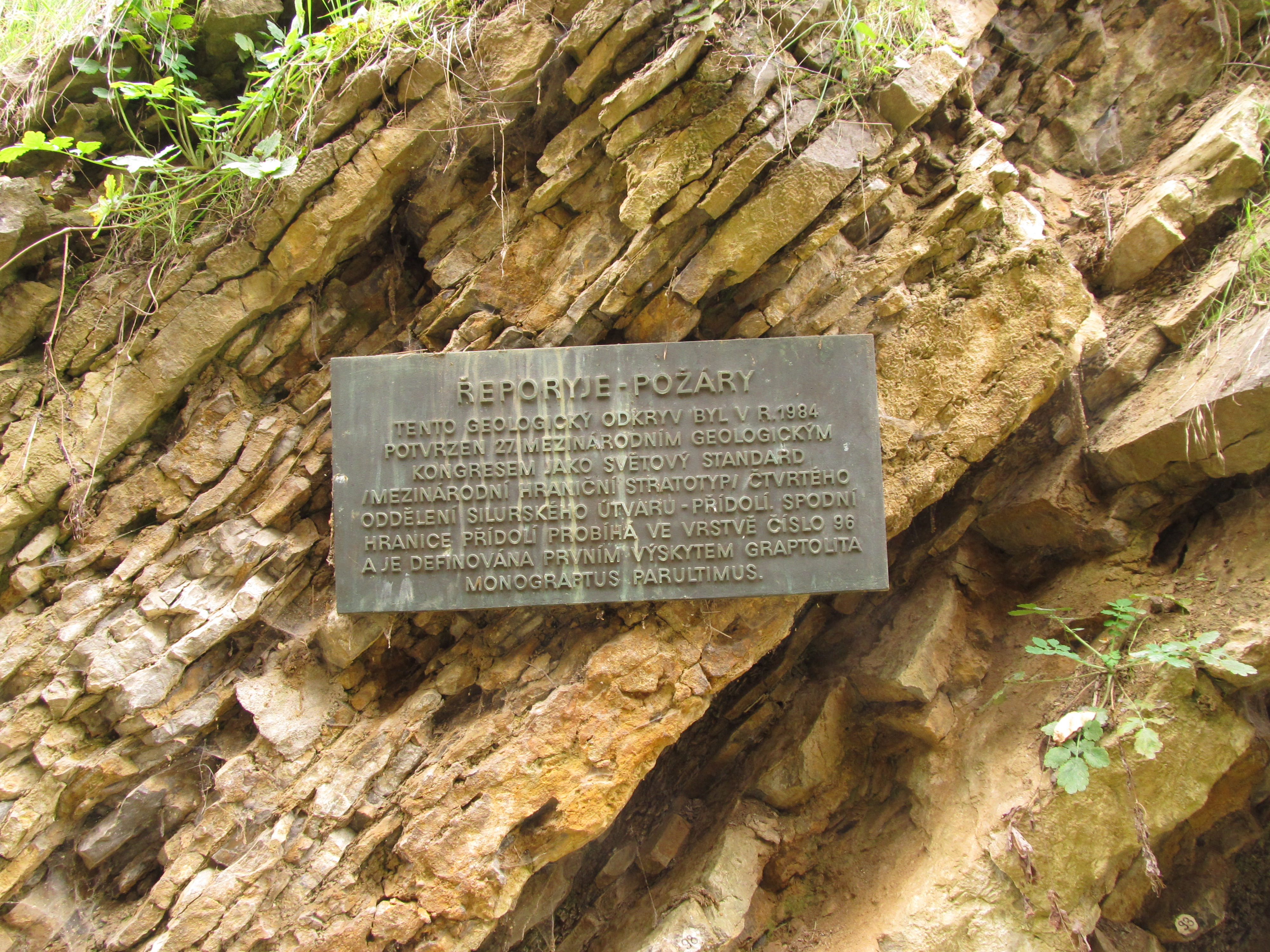
Informační deska k mezinárodnímu stratotypu Požáry v Praze – Řeporyjích
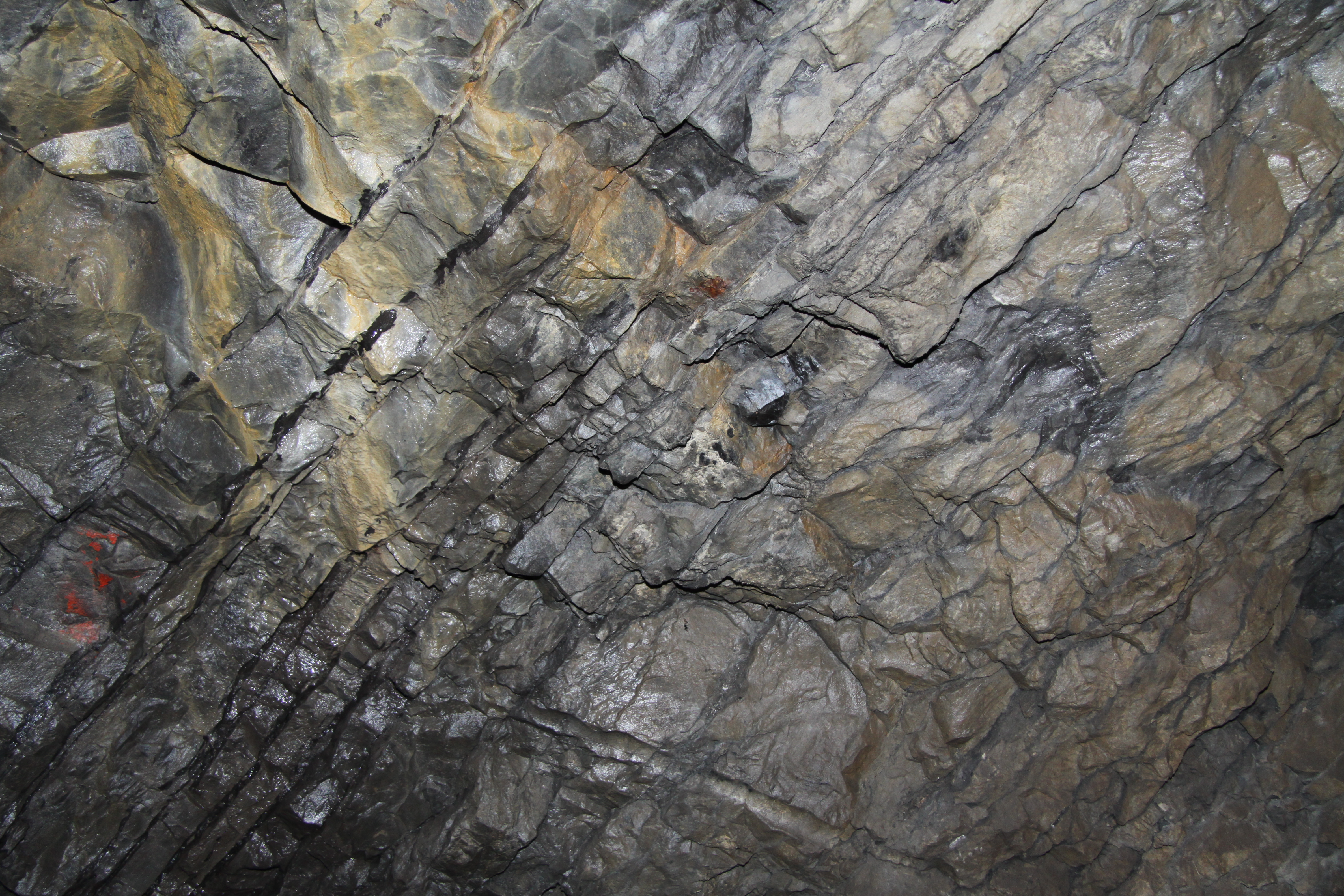
Mezinárodní stratotyp Požáry
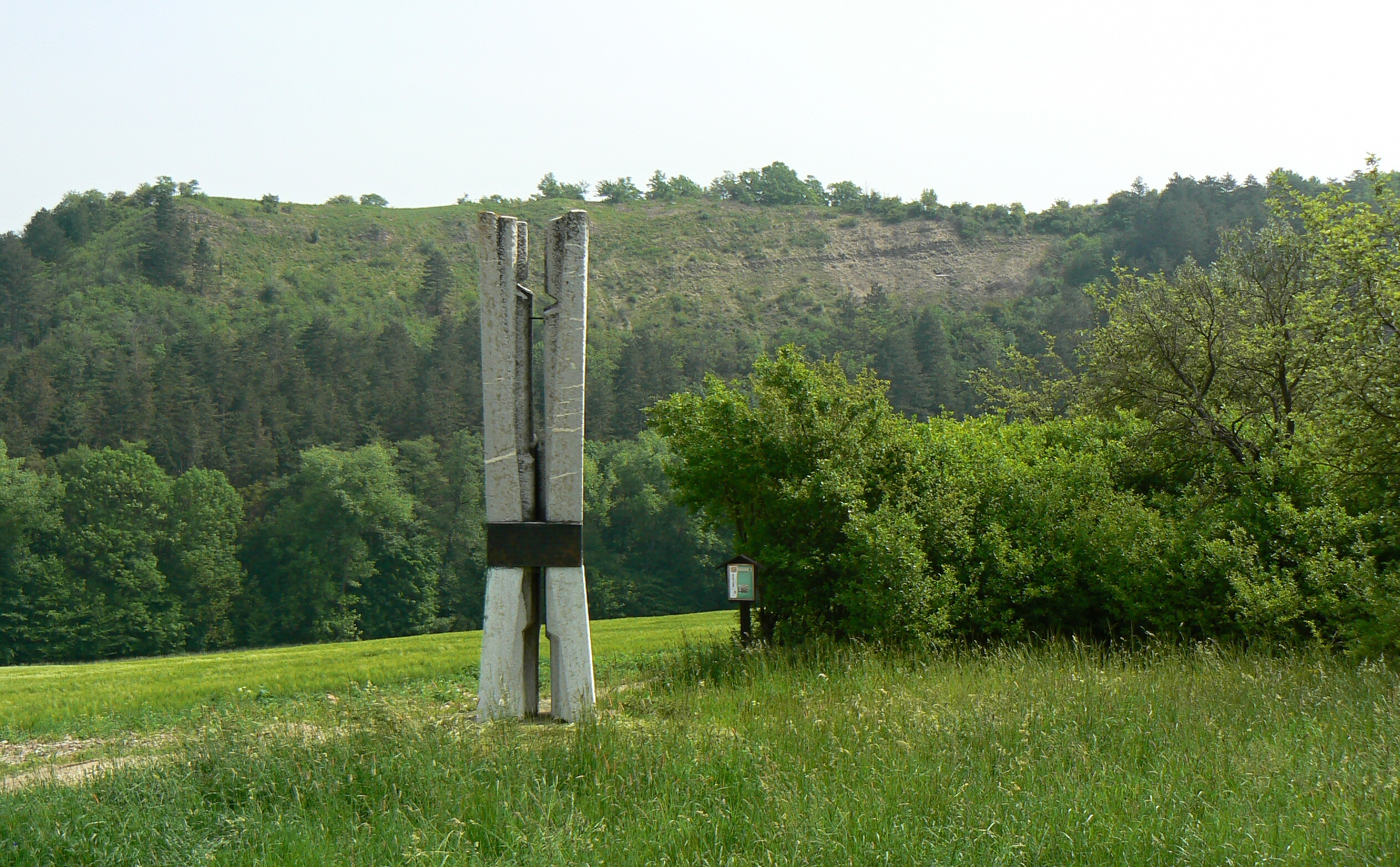
Klonk u Suchomast. Památník prvního mezinárodního stratotypu na světě.
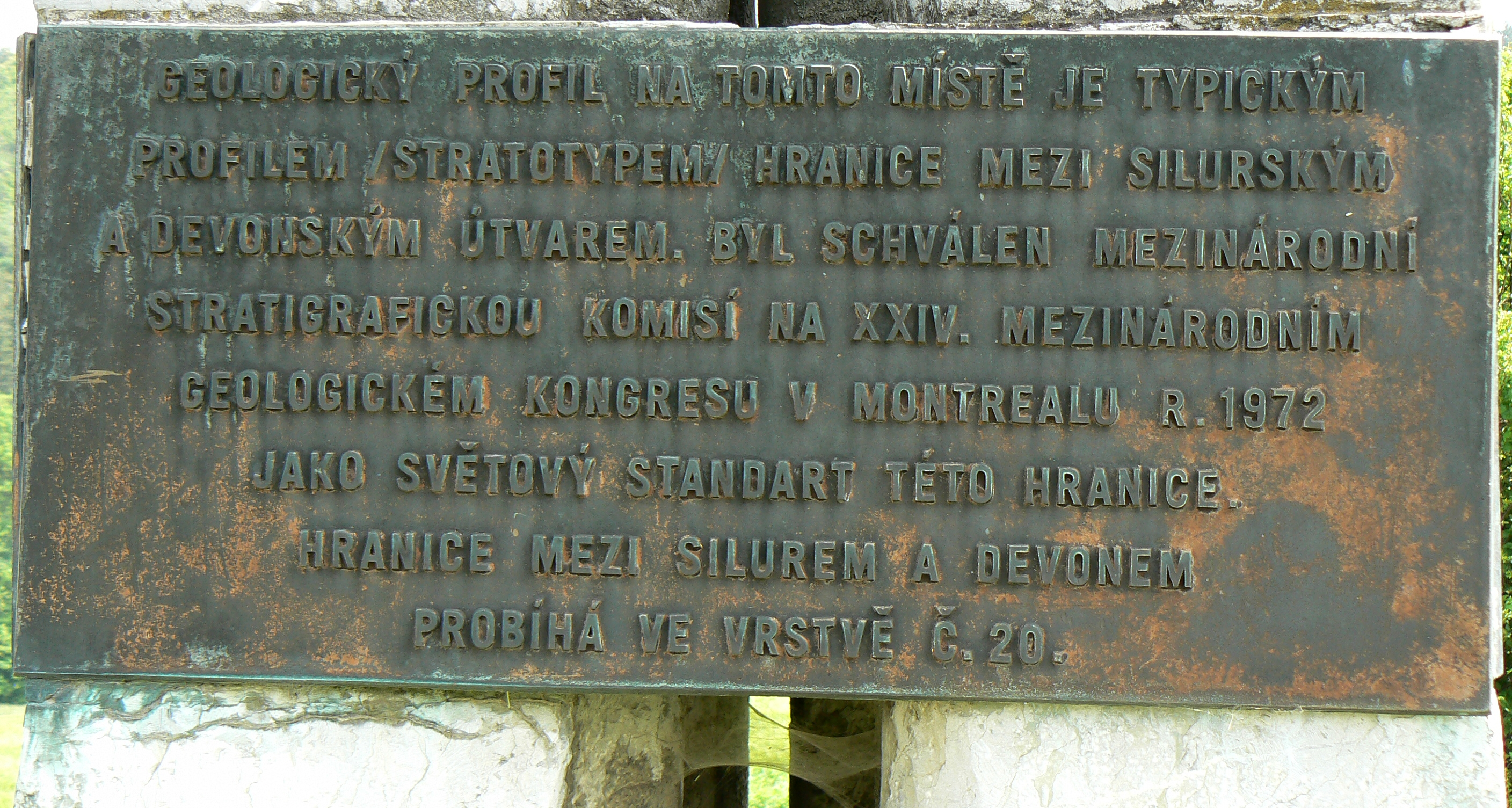
Informační deska k prvnímu mezinárodnímu stratotypu na světě na vrchu Klonk u Suchomast